# Dichocrocis punctilinealis
Dichocrocis punctilinealis là một loài bướm đêm trong họ Crambidae.